# Egyszínű álszajkó
Az egyszínű álszajkó (Pterorhinus davidi) a madarak osztályának verébalakúak (Passeriformes) rendjébe és a Leiothrichidae családjába tartozó faj.

## Rendszerezése
A fajt Robert Swinhoe angol biológus írta le 1868-ban. Egyes szervezetek a Garrulax nembe sorolják Garrulax davidi néven.

## Alfajai
- Pterorhinus davidi chinganicus (Meise, 1934)
- Pterorhinus davidi concolor (Stresemann, 1923)
- Pterorhinus davidi davidi (Swinhoe, 1868)
- Pterorhinus davidi experrectus (Bangs & J. L. Peters, 1928)

## Előfordulása
Délkelet-Ázsiában, Kína területén honos. Természetes élőhelyei a mérsékelt övi erdők és cserjések, folyók és patakok környékén. Állandó, nem vonuló faj.

## Megjelenése
Testhossza 23-25 centiméter, testtömege 52-69 gramm.

## Életmódja
Rovarokkal, gyümölcsökkel és magvakkal táplálkozik.

## Szaporodása
|  |

## Természetvédelmi helyzete
Az elterjedési területe rendkívül nagy, egyedszáma pedig stabil. A Természetvédelmi Világszövetség Vörös listáján nem fenyegetett fajként szerepel.